# Дангаринський район
Дангари́нський район (тадж. Ноҳияи Данғара) — адміністративна одиниця другого порядку у складі Хатлонської області Таджикистану. Центр — селище Дангара, розташоване за 116 км від Душанбе.

## Географія
Район розташований у долині річки Вахш. На півночі межує з Нурецьким, на сході Темурмаліцьким та Восейським, на заході — з Яванським та Абдурахмона Джомі, на півдні — з Пархарським та Сарбандським районами Хатлонської області.

## Населення
Населення — 129800 осіб (2013; 126700 в 2012, 123500 в 2011, 119700 в 2010, 116600 в 2009, 114200 в 2008, 112500 в 2007).

## Адміністративний поділ
Адміністративно район поділяється на 8 джамоатів, до складу яких входить 1 селище та 76 сільських населених пунктів:
| Район                 | Площа, км² | Населення, осіб | Центр     | Населені пункти |
| --------------------- | ---------- | --------------- | --------- | --------------- |
| Себістанський джамоат | -          | 9825            | Себістан  | -               |
| Сангтудський джамоат  | -          | 8800            | Сангтуда  | -               |
| Лохурський джамоат    | -          | 4368            | Лохур     | -               |
| Оксуський джамоат     | -          | 13908           | Оксу      | -               |
| Корезький джамоат     | -          | 9163            | Корез     | -               |
| Пушинзький джамоат    | -          | 10479           | Пушинг    | -               |
| Лолазорський джамоат  | -          | 9884            | Кавраклі  | -               |
| Шаріповський джамоат  | -          | 11245           | Джартеппа | -               |

## Історія
Район утворений 8 липня 1932 року у складі Кулябської області Таджицької РСР.